# Федеральні вибори в Австралії 2019
Федеральні вибори в Австралії були проведені у суботу 18 травня 2019, щоб обрати членів 46-го Парламенту Австралії. Вибори були призначені після розпуску попереднього парламенту, обраного на федеральних виборах 2016 року. Усі 151 місце у Палаті представників Австралії (нижня палата) та 40 з 76 місць у Сенаті Австралії (верхня палата) були суб'єктами виборів.
Другий термін чинного уряду меншості  Коаліції, на чолі з  прем'єр-міністром Скоттом Моррісоном, намагався виграти третій трирічний термін проти  Лейбористської партії, на чолі з  лідером опозиції Біллом Шортеном. Партії меншості і  незалежні також взяли участь у виборах, найпопулярнішими з яких були зелені, Одна нація і  Об'єднана партія Австралії, відповідно до загальнонаціональних опитувань. Зелені, Центристський альянс і Партія Каттера успішно захистили місця в Палаті представників.
В Австралії діє обов'язкове голосування і використовує повне преференційне рейтингове голосування в одномандатних округах для Палати представників і необов'язково преференційну систему єдиного перехідного голосу в  пропорційній системі] для Сенату. Вибори проводяться Австралійською виборчою комісією.
На 12:00 AEST (UTC+10) 19 травня, Ентоні Грін та Australian Broadcasting Corporation підрахували, що Коаліція виграла принаймні 74 місця, тоді як лейбористи виграла принаймні 66, при цьому п'ять місць ще не визначилися. Грін сказав, що, виходячи з його розрахунків, не було політично реалістичного сценарію для перемоги лейбористів, і Коаліція мала принаймні уряд меншості.
Результат вважався невтішним, оскільки Коаліція постійно відставала в опитуваннях майже три роки. Проте, Коаліція виграла від сильнішого, ніж очікувалось, результату в Квінсленді. Ліберальна національна партія Квінсленду, яка бере участь у виборах в Квінсленді для Коаліції, організувала преференційні угоди з двома незначними правими партіями, Одна Нація та Об'єднана Австралія. Прогнозовано, що ЛНП виграє до 25 з 30 місць штату, що частково зумовлено преференціями Однієї Нації та Об'єднаної Австралії.
У ніч виборів Моррісон оголосив про перемогу, а Шортен погодився з поразкою і заявив про свій намір залишити пост голови своєї партії, але залишитися в парламенті.

## Результати

### Палата представників
| Партія                             | Партія                                   | Партія                           | Голоси     | %     | Зміни (%) | Місця | Зміни (місця) |  |
| ---------------------------------- | ---------------------------------------- | -------------------------------- | ---------- | ----- | --------- | ----- | ------------- |  |
|                                    | Ліберальна/Національна Коаліція          |                                  |            |       |           |       |               |  |
|                                    | Ліберальна партія Австралії              |                                  | 27.70      | −0.97 | 44        |       |               |  |
|                                    | Ліберальна національна партія Квінсленду |                                  | 8.50       | −0.02 | 23        |       |               |  |
|                                    | Національна партія Австралії             |                                  | 4.90       | +0.29 | 8         |       |               |  |
|                                    | Аграрна ліберальна партія                |                                  | 0.29       | +0.05 | 0         |       |               |  |
| Коаліція усього                    | Коаліція усього                          |                                  | 41.39      | −0.65 | 77        |       |               |  |
|                                    | Лейбористська партія (Австралія)         | Лейбористська партія (Австралія) |            | 33.87 | −0.86     | 67    |               |  |
|                                    | Австралійська партія зелених             | Австралійська партія зелених     |            | 10.05 | −0.18     | 1     |               |  |
|                                    | Об'єднана партія Австралії               | Об'єднана партія Австралії       |            | 3.36  | +3.36     | 0     |               |  |
|                                    | Pauline Hanson's One Nation              | Pauline Hanson's One Nation      |            | 2.99  | +1.70     | 0     |               |  |
|                                    | Австралійська партія Каттера             | Австралійська партія Каттера     |            | 0.50  | −0.04     | 1     |               |  |
|                                    | Центристський альянс                     | Центристський альянс             |            | 0.34  | −1.51     | 1     |               |  |
|                                    | Незалежні                                | Незалежні                        |            | 3.50  | +0.69     | 3     |               |  |
|                                    | Інші                                     | Інші                             |            | 3.99  | −2.51     | 0     |               |  |
|                                    | Не визначився                            | Не визначився                    |            |       |           | 7     |               |  |
| Голосування переваги з двох партій |                                          |                                  |            |       |           |       |               |  |
|                                    | Ліберальна/Національна Коаліція          | Ліберальна/Національна Коаліція  |            | 51.06 | +0.70     |       |               |  |
|                                    | Лейбористська партія                     | Лейбористська партія             |            | 48.94 | −0.70     |       |               |  |
|                                    |                                          |                                  |            |       |           |       |               |  |
| Недійсні голоси                    | Недійсні голоси                          | Недійсні голоси                  |            | –     | –         | –     | –             |  |
| Усього                             | Усього                                   | Усього                           |            | 100   | –         | 151   | +1            |  |
| Зареєстровані виборці/явка         | Зареєстровані виборці/явка               | Зареєстровані виборці/явка       | 16 424 248 | 76.11 | –         | –     | –             |  |
| Джерело: AEC Tally Room            |                                          |                                  |            |       |           |       |               |  |

Результати не остаточні. Останнє оновлення 16:14, 19 травня 2019.

## Сенат
До 12:00 опівдні AEST 19 травня, приблизно 50 % голосів Сенату було підраховано. З 40 місць у Сенаті на виборах Коаліція виграла мінімум 13, тоді як лейбористи виграла не менше 12. Зелені, ймовірно, зберегли всю свою сенатську команду, вигравши шість місць, а інші незначні партійні кандидати були колишніми сенаторами Малкольмом Робертсом (Одна Нація) і Жакі Ламбі.